# Monte Hirart
Monte Hirart är ett berg i Antarktis. Det ligger i Västantarktis. Argentina, Chile och Storbritannien gör anspråk på området. Toppen på Monte Hirart är 531 meter över havet, eller 71 meter över den omgivande terrängen. Bredden vid basen är 1,4 km.
Terrängen runt Monte Hirart är kuperad åt nordväst, men åt sydost är den bergig. Havet är nära Monte Hirart västerut. Trakten är obefolkad. Det finns inga samhällen i närheten.